# El estudiante (film, 2011)
Pour les articles homonymes, voir El estudiante.
Pour plus de détails, voir Fiche technique et Distribution.
El estudiante ou récit d'une jeunesse révoltée est un film argentin réalisé par Santiago Mitre et sorti en 2011.

## Synopsis
Un jeune provincial venu étudier à l'université de Buenos Aires s'éprend d'une jeune fille contestataire. Puis, il s'engage en politique et s'amourache alors d'une enseignante qu'il cherche à conquérir. Celle-ci est la maîtresse du responsable du groupe dans lequel il milite. Le film décrit la relation entre les trois personnages, amis en politique et rivaux en amour.

## Fiche technique
- Titre du film : El estudiante ou récit d'une jeunesse révoltée
- Réalisation et scénario : Santiago Mitre
- Photographie : Gustavo Biazzi, Soledad Rodriguez, Frederico Cantini, Alejo Maglio - Couleurs
- Musique : Los Natas
- Montage : Delfina Castagnino
- Direction artistique : Micaela Saiegh
- Production : Agustina Llambi-Campbell, Fernando Brom pour La Unión de los Rios, La, Pastos, El Pampero Cine
- Pays d'origine :  Argentine
- Durée : 110 minutes
- Langue : Espagnol
- Sorties : août 2011 au Festival de Locarno ; 23 janvier 2013 en France

## Distribution
- Esteban Lamothe : Roque Espinosa
- Romina Paula : Paula Castillo
- Ricardo Felix : Alberto Acevedo
- Valeria Correa : Valeria

## Récompenses
- BAFICI : mention spéciale du jury, meilleure photo
- Festival de Locarno 2011: Prix du jury
- Festival international du film de Carthagène : meilleur film, meilleur acteur, prix FIPRESCI
- Prix Sud : meilleur premier film

## Commentaires
« El estudiante ou le récit d'un apprentissage... Pas très académique ! », juge Ariane Allard, pour la revue Positif. « Intrigué, désorienté, on se laisse emporter par l'énergie de cette double initiation, militante et amoureuse, les plans toujours en mouvement décuplant la fougue de ses jeunes protagonistes. De fait, ce qui captive ici, c'est l'évolution subtile du héros (Roque Espinosa), passant du statut de glandeur à celui de fin tacticien (prestation idoine du comédien Esteban Lamothe, longtemps impénétrable) et... d'adulte, enfin », écrit-elle encore. 
Charles Tesson salue, quant à lui, un des rares films qui « prennent au sérieux le monde de l'université et considèrent l'entrée en politique, propre à la réalité de la vie étudiante, comme un moment essentiel de l'existence. » « Roman d'apprentissage, certes, au sens d'une leçon de vie, mais, où le héros, un pragmatique complexe (le contraire d'un arriviste ou d'un idéaliste) donne le sentiment de savoir ce qu'il est en train d'apprendre, comme si grandir (l'élève à l'égal du maître) consistait à assumer sans désillusion particulière cette part maudite qui fonde les relations humaines, sans l'ombre d'un cynisme », fait-il remarquer.